# Hedana morgani
Hedana morgani är en spindelart som först beskrevs av Simon 1885.  Hedana morgani ingår i släktet Hedana och familjen krabbspindlar. Inga underarter finns listade i Catalogue of Life.